# JKF Wadōkai

Il logo originale dello stile di Karate Wado-ryu e simbolo ufficiale della JKF Wado-kai. Rappresenta una mano chiusa a pugno inscritta nelle ali spiegate di una colomba. Il pugno simboleggia la forza e la tecnica, mentre la colomba simboleggia armonia e pace interiore.

La JKF Wadōkai (和道会, Wadō Kai, Associazione del Wadō) è l'organizzazione all'interno della Japan Karatedō Federation (JKF) che rappresenta lo stile di karate Wadō-ryū. Conosciuta anche come Zen Nihon Karatedō Renmei Wadōkai (全日本空手道連盟 和道会), è la prima e più grande organizzazione di Wado-ryu in Giappone e nel mondo.

## Storia
Benché nel 1934 Hironori Ōtsuka (1892-1982) avesse già fondato il Dai Nippon Karate Shinko Club, l'associazione dove insegnava il Wadō-ryū, fu soltanto nel 1938 che registrò lo stile da lui creato (fondendo i principi del Jujutsu con le tecniche del Karate di Okinawa) presso il Dai Nippon Butokukai, originariamente sotto il nome di Shinshu Wadoryu Karate-Jujutsu e successivamente abbreviato in Wadō-ryū (和道流). Nello stesso anno l'associazione prese il nome di Dai Nippon Karate Shinbukai e nel 1939 il Wadō-ryū fu accettato ufficialmente come Koryu giapponese. Il primo Wadō-ryū Honbu (quartier generale) dell'associazione fu ufficialmente stabilito nel 1952, presso il dojo dell'Università Meiji di Tokyo. Nel 1964, su impulso dello stesso Ōtsuka venne fondata la Japan Karatedo Federation (JKF), la federazione generale di tutti gli stili di karate, e il Wadō-ryū ne divenne parte integrante come gruppo principale. L'organizzazione cambiò definitivamente nome il 5 giugno 1967, divenendo JKF Wadōkai.
Nel 1981, in seguito ad alcuni contrasti tra l'assemblea direttiva della JKF Wadōkai e  Hironori Ōtsuka, quest'ultimo decise di rassegnare le dimissioni e fondare una propria associazione privata (Wado-ryu Karatedo Renmei), di cui la propria famiglia potesse disporre liberamente, ed essendo Otsuka ormai molto anziano (aveva 89 anni e morì pochi mesi dopo), mantenne la guida della nuova associazione soltanto alcune settimane, prima di trasferirla nelle mani del figlio Jiro.
Nonostante l'abbandono del fondatore e il conseguente scisma, la JKF Wadokai ha continuato negli anni ad essere la più importante organizzazione di Wado-ryu, arrivando a contare circa un milione di iscritti e migliaia di distaccamenti (branch) in tutto il mondo.

## Organizzazione
Diversamente da altre organizzazioni di Wadō-ryū, che sono associazioni di carattere privato gestite a livello familiare, la JKF Wadōkai è una federazione pubblica, riconosciuta dal governo giapponese, dotata di consigli federali, assemblee e organismi direttivi riconosciuti e regolamentati a livello internazionale per garantire la qualità degli standard di insegnamento, pratica, studio e allenamento.
Gli organi direttivi della JKF Wadōkai si dividono in Board of Directors (Consiglio dei Direttori), che si occupa degli aspetti amministrativi e politici, e Technical Committee (Comitato Tecnico), che invece si occupa della gestione didattica, formativa, marziale e sportiva. All'interno del Comitato Tecnico esiste poi una specifica sezione dedicata ai distaccamenti e ai praticanti che operano al di fuori del Giappone, chiamata International Affairs Section.
Specifiche Overseas Regulations stabiliscono le norme di ammissione e riconoscimento come gruppo informale o branch (distaccamento) ufficiale al di fuori del Giappone. In Italia, il primo distaccamento con quartier generale a Roma fu stabilito negli anni '60 da Yutaka Toyama, ma quando questi, nel 1987, tornò definitivamente in Giappone, le relazioni tra l'Italia e la JKF Wadōkai presto si interruppero. Soltanto nel 2012 sono state ristabilite, grazie al riconoscimento come branch ufficiale della Wadokai Karatedo Shingitai Italia (WKSI).